# Indiase cijfers
India heeft een groot aantal getalsystemen ontwikkeld, die in principe stuk voor stuk onder de noemer Indiase getalsystemen zouden kunnen worden gerangschikt. In dit artikel zal met de term Indiaas getalsysteem echter enkel het positionele tientallige cijfersysteem worden bedoeld dat werd ontwikkeld in India, en de term Indiase cijfers zal enkel verwijzen naar de symbolen die deel uitmaken van het Devanagari schrift.
Het Indiase cijfersysteem kan worden teruggevolgd tot circa 50 voor Christus. Daarvoor bestonden er soortgelijke Brahmaanse cijfers, behalve dat daarbij de 10 werd weergegeven door een vis. Deze vis-vorm werd de "10" in het Indiase cijfersysteem. Dit getalsysteem verspreidde zich door het Midden-Oosten. Arabische cijfers zijn een licht aangepaste versie van de Indiase cijfers. In Europa zou dit systeem later het systeem van de Arabische cijfers worden genoemd, hoewel de Arabieren zelf zouden vasthouden aan de term Indiase cijfers.
De lijst hieronder geeft de Indiase cijfers, het overeenkomstige Arabische cijfer, en de uitspraak van het Indiase cijfer in het Hindi.
| Devanagari cijfer | Arabisch cijfer | Uitspraak |
| ----------------- | --------------- | --------- |
| ०                 | 0               | shuunya   |
| १                 | 1               | ek        |
| २                 | 2               | do        |
| ३                 | 3               | tiin      |
| ४                 | 4               | chaar     |
| ५                 | 5               | paanch    |
| ६                 | 6               | chhe      |
| ७                 | 7               | saath     |
| ८                 | 8               | aaTh      |
| ९                 | 9               | nauh      |

Deze symbolen zijn tegenwoordig in gebruik bij alle Indiase talen die gebruikmaken van het Devanagari schrift. De meeste andere Indiase talen gebruiken wel het onderliggende systeem, maar andere symbolen.
In 662 zei een nestoriaanse bisschop uit het huidige Irak over het Indiaas getalsysteem: Ik zal alle discussie omtrent de wetenschap van de Indiërs vermijden ... hun subtiele ontdekkingen in de astronomie - ontdekkingen die uitgekiender zijn dan die van de Grieken en de Babyloniërs - en van hun waardevolle rekenmethodes die elke beschrijving tarten. Ik wil slechts melden dat deze berekeningen worden verricht met behulp van negen symbolen. Zelfs zij die denken dat zij de grenzen van de wetenschap hebben bereikt omdat zij Grieks spreken, zouden na het lezen van de Indiase verhandelingen overtuigd raken van het feit dat er ook anderen zijn die over waardevolle kennis beschikken.

## Referentie
Georges Ifrah, The Universal History of Numbers. John Wiley, 2000.